# Disparilia elongata
Disparilia elongata, originalmente nombrada como Astarte elongata, es una especie extinta de moluscos de la clase Bivalvia, filo Mollusca. Es abundante en la Formación Agrio, de la cuenca Neuquina, Argentina. Fue descripta por el naturalista francés Alcide d'Orbigny, en 1843.

## Descripción y modo de vida
La concha es de tamaño pequeño, moderadamente alargada, no muy inflada, de contorno ovalado rectangular. Las líneas de crecimiento están bien distinguidas. El margen dorsal detrás de los umbones se inclina hacia abajo en ángulos que varían de 15° a 30° en una línea recta o ligeramente convexa o ligeramente cóncava. Diferentes especímenes muestran mucha variación en este sentido. El margen anterior pasa hacia abajo en un ángulo de 30° y, en general, apenas notablemente cóncavo. El extremo anterior es regular, pero bruscamente redondeado, pasando a una base anchamente arqueada, que a su vez se fusiona posteriormente con el margen bastante corto y completamente posterior.
La superficie está adornada con líneas concéntricas de crecimiento muy fuertes o costillas con un espacio intermedio de doble o triple ancho. En especímenes maduros el número de estas costillas es de 25. Como se mencionó anteriormente, esta especie es relativamente común en la Formación Agrio, aunque la morfología puede variar. Este bivalvo es del tipo excavador, es decir, penetra el sustrato blando mediante locomoción pedal, y mantiene una posición de vida enterrado, como mínimo parcialmente.